# Włochatka bermudzka
Włochatka bermudzka (Aegolius gradyi) – gatunek wymarłego ptaka z rodziny puszczykowatych (Strigidae). Opisany po raz pierwszy w 2012 na podstawie szczątków z Wielkiej Bermudy (głównej wyspy Bermudów). Według notatek dawnych kolonialistów, przetrwał do XVII wieku.

## Taksonomia
Po raz pierwszy gatunek opisał Storrs L. Olson w 2012. Holotyp pochodził z Wilkinson Quarry w Parafii Hamilton na Wielkiej Bermudzie; był to zachowany w całości skok wraz z kilkoma skostniałymi ścięgnami. Znaleziono również kilka paratypów, zarówno na stanowisku znalezienia holotypu, jak i w innych – Convolvulus Cave, Walsingham Cave, Fern Sink Cave, Government Quarry, Sibleys Cave, Admirals Cave i Crystal Cave.

## Budowa
Włochatki bermudzkie osiągały mniejsze rozmiary niż włochatki zwyczajne (A. funereus); wymiarami zbliżone były do włochatek małych (A. acadicus), wyróżniały się jednak grubszymi trzonami kości kończyn dolnych. Na podstawie zbadanego materiału kostnego zauważyć można redukcję skrzydeł. Niewielkie rozmiary jednej odnalezionej żuchwy mogą być wynikiem naturalnej zmienności lub świadczyć o stosunkowo niewielkiej głowie włochatek bermudzkich, co mogłoby mieć swoje uzasadnienie. Ze względu na prawdopodobne pożywienie tych ptaków, głównie małe ptaki i jaszczurki, mogły prowadzić dzienny tryb życia, więc większe otwory uszne i oczy nie były im potrzebne.

## Status
IUCN uznaje włochatkę bermudzką za gatunek wymarły (EX, Extinct) od 2014 roku. Wcześniej nie był uwzględniony w klasyfikacji. Szczątki z Admirals Cave pochodzą sprzed około 80 tys. lat. Najpewniej włochatki bermudzkie przetrwały do XVII wieku. Zachowały się notatki Williama Stracheya, w których wspomina on o sowach, które miały występować na wyspie jeszcze w 1625. W 1623 John Smith zaznaczył, że na wyspie żyły niegdyś małe sowy, ale zostały wytępione lub uciekły. Nie są znane jakiekolwiek inne sowy, które występowałyby na Wielkiej Bermudzie, stąd przypuszczać należy, że notatki dawnych kolonialistów odnosiły się właśnie do włochatek bermudzkich. Zdaniem odkrywcy gatunku obarczać winą za wymarcie tych ptaków należy wycinkę palm, cedrów oraz wprowadzenie na wyspę obcych organizmów.